# Typus Kamegg-Poigen-Maiersch
Mit der Bezeichnung Typus Kamegg-Poigen-Maiersch wird der Übergangshorizont von der späten Hallstatt- zur La-Tène-Kultur im Waldviertel (Niederösterreich) verstanden.
Die Reihenfolge der Fundorte ist dabei chronologisch gemeint. Da Grabfunde noch unbekannt sind, definiert sich das Erscheinungsbild dieser späteisenzeitlichen Facies hauptsächlich anhand der Siedlungskeramik. Kamegg vertritt die Hallstattformung der zweiten Hälfte des 5. vorchristlichen Jahrhunderts (Hallstatt D3). Neben modifizierter Hallstattware ist auch Graphittonkeramik vertreten sowie eine späte Fußzierfibel. Der Nachweis von Drehscheibenware zeigt mediterrane Einflüsse auf. Die Siedlung von Poigen kann anhand der Nachweise stempelverzierter Feinkeramik, von Schalen des Typus Braubach und der hauptsächlich vertretenen Graphittonware, großteils noch in Hallstatttradition gestaltet, bereits zeitlich in die frühe La-Tène-Kultur datiert werden. Eine Leitform ist der Limberger Topf, ein Derivat der tonnenförmigen Hallstattware. Die Siedlung von Maiersch, es wurden zwei Siedlungsgruben geborgen, deren Veröffentlichung noch aussteht, zeigt die bereits genannten Keramikformen, aber auch Weiterentwicklungen der Braubacherschalen, die bereits auf Mittellatène hinweisen. Reich vertreten ist typische keltische Stempelzier, als Einzelstück ist auch der Nachweis eines charakteristischen Kammstrichtopfes früher Form vorhanden. Diese Formungen sind zeitlich vor Latène C2 anzusiedeln, jedenfalls gibt es – nach dem bisherigen Forschungsstand – erst ab Latène C2 Siedlungsinventare, die keine Hallstattbeimischung aufweisen.
Ähnliche kulturelle Erscheinungen sind auch im nördlich anschließenden Bereich Mährens und in Südböhmen bekannt. Ausschlaggebend für die mehr oder weniger eigenständige Weiterentwicklung der lokalen Hallstattkultur ist wohl die abseitige Lage dieser Gebiete, die von den Hauptverkehrsadern und von den über diese verbreiteten Modeerscheinungen nur bedingt und mit Verzögerung profitieren konnten. Aber auch politische Gründe könnten für die relative Eigenständigkeit über einen längeren Zeitraum verantwortlich sein. Eine ethnische Zuordnung ist derzeit nicht möglich, da die wenigen keltischen Elemente eher auf modische Einflüsse zurückzuführen sein werden als auf eine Landnahme. Siedlungsnachweise gibt es im gesamten Manhartsbergbereich und zwar von der mährischen Grenze im Norden über das Horner Becken bis in das Kamptal.